# Super Puzzle Fighter II Turbo
Super Puzzle Fighter II Turbo (スーパーパズルファイターII X?, Super Puzzle Fighter II X) è un videogioco arcade sviluppato e pubblicato nel 1996 da Capcom per CP System II.
Ispirato al titolo precedente della stessa software house Pnickies e a Puyo Puyo Tsu della SEGA, il videogioco rompicapo riprende personaggi, livelli e musiche delle serie Street Fighter e Darkstalkers riadattandoli allo stile grafico super deformed.
Convertito inizialmente per Sega Saturn e PlayStation, il gioco ha ricevuto una versione portatile per Game Boy Advance. Oltre ad essere stato distribuito in Giappone per Sega Dreamcast, un remake del titolo in alta definizione è stato commercializzato su PlayStation Network e Xbox Live Arcade con il titolo Super Puzzle Fighter II Turbo HD Remix.

## Modalità di gioco
In una schermata "contenitore" simile a quella proposta in Tetris, il giocatore affronta la caduta verticale di blocchi a forma di gemme carrè in gruppi di due che riempiono sino a 6 colonne di 12 gemme in lunghezza.
I blocchi in movimento possono essere spostati a destra, a sinistra oppure spinti verso il basso per accelerarne la caduta.
Le gemme Normali sono suddivise per colori (rosso, blu, giallo, verde) e, fin quando in caduta, possono ruotare in senso orario e antiorario attorno all'asse della gemma cui sono abbinate.
Stesse caratteristiche possiedono le gemme Crash, rappresentate come sfere trasparenti dal nucleo carico di energia, con in più la proprietà di frantumare sé stesse e le gemme del loro medesimo colore cui vengono in contatto.
Prerogativa specifica delle gemme Normali è invece la possibilità di fondersi creando blocchi di dimensioni maggiori a seguito del contatto simultaneo tra un minimo di quattro gemme dello stesso colore. Il blocco unico che si viene ad originare prende il nome di gemma Power e può essere ulteriormente ingrandito aggiungendo un numero di gemme pari alla base o all'altezza del blocco (es. un blocco formato da 3 gemme alla base e da 4 in altezza potrà essere sviluppato solamente facendovi entrare in contatto 3 gemme in orizzontale oppure 4 gemme in verticale).
La schermata di gioco è divisa in due sezioni, sul lato sinistro è collocato il "contenitore" del Giocatore 1, sul lato destro specularmente quello avversario. Similmente ad altri puzzle-game, in un apposito riquadro accanto alla zona di ingresso dei blocchi si visualizza quello che verrà lanciato successivamente.
Obiettivo del gioco è saturare di blocchi il campo rivale fino all'ostruzione della rispettiva zona di ingresso.
Ciò si attua in massima parte attraverso l'uso di gemme denominate Counter. Queste appaiono come delle gemme Normali con una cifra al loro interno. Quando una gemma Crash annichilisce sé stessa e un'altra gemma, un corrispettivo blocco Counter precipita per reazione nel campo avversario. Caratteristica della gemma Counter è l'essere inattiva, quindi non rimovibile, fino alla caduta di un numero di blocchi corrispondenti alla cifra riportata. Ne consegue che per maturare la possibilità di eliminare una singola gemma si è costretti giocoforza a sacrificare spazio vitale. Un'alternativa per liberarsene viene fornita dal contatto con la frantumazione di una gemma del suo medesimo colore: l'annichilimento che ne segue coinvolge anche quella inattiva.
Il numero di blocchi Counter inviabili all'avversario può essere moltiplicato sia sfruttando le gemme Power, la cui distruzione genera blocchi in quantità superiori alla somma delle sue parti, sia usando la combo Chain, disponendo le gemme in modo che all'avvenuta frantumazione di una ne segua immediatamente un'altra a cascata.
In aggiunta, ogni 25 blocchi caduti ne appare uno caratterizzato da una gemma Super a forma di diamante iridato il cui contatto con un pezzo ha come effetto la frantumazione simultanea di tutte le altre gemme del medesimo colore presenti su schermo, siano esse Normali, Crash, Power o Counter.
L'avversario ha la possibilità di reagire nell'intervallo di tempo che va dall'attacco fino alla caduta di un blocco nel suo campo. Il contrattacco si traduce in una diminuzione del numero di Counter inviati, visualizzato in alto, fino all'eventuale azzeramento o all'inversione del colpo.
La scelta del personaggio da interpretare determina la modalità di attacco, ovvero il colore e l'ordine di caduta dei blocchi Counter che il rivale subisce.

## Personaggi
- Ryu (Street Fighter Alpha)

- Ken (Street Fighter Alpha)

- Chun-Li (Street Fighter II)

- Sakura (Street Fighter Alpha 2)

- Morrigan (Darkstalkers)

- Donovan (Night Warriors)

- Hsien-Ko (Night Warriors)

- Felicia (Darkstalkers)

### Personaggi segreti
- Akuma (Super Street Fighter II Turbo)

- Dan (Street Fighter Alpha)

- Devilot (Cyberbots: Full Metal Madness)

- Mei-Ling (sorella gemella di Hsien-Ko mutata nella pergamena dzi dzat attaccata al suo copricapo)

- Anita (compagna di avventure di Donovan)

## Versioni
Oltre alle difficoltà base (Easy, Normal, e Hard), la versione casalinga permette l'organizzazione di una difficoltà personalizzata, modificando la velocità di gioco e la quantità della gemme predisposte a scendere; caratteristica assente in HD Remix.
Nelle versioni casalinghe è disponibile la modalità Street Puzzle Mode. In HD Remix alcuni dei bonus sbloccabili attraverso questa sezione sono diventati accessibili di default (es. personaggi segreti), ma molti sono stati rimossi.
Il tutorial "Saikyo-Ryu Dojo" esplicato da Dan, nella versione arcade si limita a una scena dimostrativa, nel porting per console viene reso accessibile tramite il menu principale. Nell'HD Remix è stato sostituito da una spiegazione redatta di quattro pagine.
In HD Remix ci sono diverse modifiche estetiche, ad esempio le gemme distruttibili posseggono un determinato elemento ambientale.

## Influenza
Nel 1997 la Capcom realizza Pocket Fighter, un picchiaduro dal gameplay ispirato alla saga di Street Fighter ma con grafica e personaggi interamente mutuati da SPFII.
Il picchiaduro Mortal Kombat: Deception dispone di un minigioco chiamato Puzzle Kombat, caratterizzato da gameplay e grafica super deformed simili a SPFII adattati allo stile gore della saga.